# Tia Maria (zespół muzyczny)
Tia Maria (właśc. Agnieszka Andrzejewska) – polska piosenkarka wykonująca głównie muzykę taneczną z gatunku disco polo i eurodance, poprzednio występująca pod pseudonimem Lambit i La Tija.

## Kariera
Agnieszka Andrzejewska ukończyła szkołę muzyczną w klasie fortepianu. Karierę rozpoczęła jako wokalistka krótko istniejącego zespołu Lambit, z którym w 1995 roku wydała album Droga do gwiazd i wylansowała hit o tym samym tytule. Po opuszczeniu zespołu nagrała solową płytę Amsterdam dla wytwórni Blue Star, ukierunkowaną na styl eurodance. Pochodziły z niej przeboje „Amsterdam” i „Nie przytulisz mnie”.
Następnie założyła projekt o nazwie Tia Maria, którego była liderką, twarzą i wokalistką. Pierwszym przebojem Tii Marii był wakacyjny przebój lata 1996 pt. „Słoneczne reggae”, który dotarł do 3. miejsca listy przebojów programu Disco Polo Live. Kilka miesięcy później zaprezentowała balladę „Gdzie jesteś, gdzie?”, która była polską wersją holenderskiej piosenki „Het is een nacht (Levensecht)” i zdobyła 2. miejsce na liście. Oba nagrania znalazły się na albumie Słoneczne reggae, wydanym przez wytwórnię Green Star, który osiągnął sukces fonograficzny. Pochodził z niego też popularny taneczny utwór „Pa, pa, parara”, lansowany w ciągu 1997 roku. Latem 1997 Tia Maria zdobyła wyróżnienie „hit festiwalu” na Ogólnopolskim Festiwalu Muzyki Disco Polo i Dance w Ostródzie za piosenkę „Hymn młodości”. Razem z zespołem Kramer Tia Maria nagrała utwór „Wyspa marzeń” na składankę pt. Duety wydaną przez Green Star. W maju 1998 roku ukazała się druga płyta artystki, zatytułowana Na zawsze młodzi..., którą poprzedziło nagranie „Marrakesz”. Z albumu pochodziły jedne z największych przebojów Tii Marii, taneczna piosenka „Słodkie babe” i ballada „Mama”, które dotarły do 1. miejsca listy przebojów Disco Polo Live.
Wiosną 1999 wydana została kaseta Prawdziwi przyjaciele zawierająca repertuar skierowany do dziecięcej publiczności, która spotkała się z dobrym przyjęciem. Pochodziły z niej numery 1 „Myszka Mickey Mouse” i „Dzieci świata”, a także teledyski „Puchatkowe zabawy” i „Czerwony Kapturek, wilk i babcia”. W tym samym roku Tia Maria po raz kolejny zdobyła wyróżnienie „hit festiwalu” na Ogólnopolskim Festiwalu Muzyki Disco Polo i Dance, tym razem za utwór „Dom”. Zapowiadał on jej kolejny „dorosły” album pt. Świat, który kocham..., wydany w grudniu 1999. Oprócz tanecznych piosenek, takich jak „Dom” czy „Dziki man”, wydawnictwo zawierało również dojrzalszy materiał, m.in. „List” i balladę tytułową. W połowie 2000 roku wydana została druga kaseta z piosenkami dla dzieci, zatytułowana Prawdziwi przyjaciele część 2 i promowana teledyskami „Mały Furby” oraz „Krasnoludki – to my!”.
W 2002 roku Tia Maria zaprezentowała nową wersję utworu „Gdzie jesteś, gdzie?”. Po zakończeniu emisji programu Disco Polo Live skupiła się na działalności koncertowej, wykonując zarówno utwory z „dorosłego” repertuaru, jak i piosenki dla najmłodszej publiczności. W 2007 roku Agnieszka powróciła z nowym utworem „Cisza trwa”.
W 2012 roku powróciła występując pod nowym pseudonimem La Tija, który używała do 2023 roku. Wydała wówczas premierowe utwory „Hej lato, lato” oraz „Dolce vita”, a rok później balladę „Tylko mnie kochaj – Pragnienie”. W 2014 roku nakładem Lemon Records ukazała się jej nowa płyta o tytule La Tija, którą później promowano teledyskami „Będziesz nosił mnie na rękach” (2015), „Jedziemy na balangę” (2016) i „Mój super boy” (2018). Jesienią 2019 wydała kolejny utwór, „Zakochana”.
Pod koniec 2023 roku Agnieszka Andrzejewska ogłosiła, że powróci z pseudonimem Tia Maria, gdzie wykona utwór „Gdzie jesteś gdzie” z zespołem Skaner, który premierę będzie mieć miejsce w lutym 2024 roku.

## Dyskografia
- Amsterdam (1996)
- Słoneczne reggae (1996)
- Na zawsze młodzi... (1998)
- Prawdziwi przyjaciele (1999)
- Świat, który kocham... (1999)
- Prawdziwi przyjaciele część 2 (2000)
- La Tija (2014)

## Notowane utwory
| Tytuł                        | Rok  | Pozycja | Album                         |
| ---------------------------- | ---- | ------- | ----------------------------- |
| „Słoneczne reggae”           | 1996 | 3       | Słoneczne reggae              |
| „Gdzie jesteś, gdzie?”       | 1996 | 2       | Słoneczne reggae              |
| „Szkoda twoich łez”          | 1997 | 5       | Słoneczne reggae              |
| „Pa, pa, parara”             | 1997 | 4       | Słoneczne reggae              |
| „Pamiętna noc”               | 1997 | 8       | Słoneczne reggae              |
| „Kopenhaga”                  | 1997 | 8       | Słoneczne reggae              |
| „Marrakesz”                  | 1998 | 9       | Na zawsze młodzi...           |
| „Wyspa marzeń” (oraz Kramer) | 1998 | 8       | Duety                         |
| „Wiatr”                      | 1998 | 8       | Na zawsze młodzi...           |
| „Słodkie babe”               | 1998 | 1       | Na zawsze młodzi...           |
| „Mama”                       | 1998 | 1       | Na zawsze młodzi...           |
| „Myszka Mickey Mouse”        | 1999 | 1       | Prawdziwi przyjaciele         |
| „Dzieci świata”              | 1999 | 1       | Prawdziwi przyjaciele         |
| „Dom”                        | 2000 | 1       | Świat, który kocham...        |
| „List”                       | 2000 | 1       | Świat, który kocham...        |
| „Mały Furby”                 | 2000 | 5       | Prawdziwi przyjaciele część 2 |
| „Krasnoludki – to my!”       | 2001 | 4       | Prawdziwi przyjaciele część 2 |
| „Świat, który kocham...”     | 2001 | 6       | Świat, który kocham...        |
| „Gdzie jesteś, gdzie 2002”   | 2002 | 5       | –                             |